# Ricardo Vieira
Ricardo Vieira, é um pianista, compositor e professor português. Reconhecido pelo seu trabalho a solo e em conjunto com o duo Musicorba, é também uma figura importante no meio educacional em França, onde é conhecido como Ricardo Moreira da Silva.

## Biografia
O percurso musical de Ricardo Vieira começou na Academia de Música de Santa Maria da Feira, onde realizou seu primeiro concerto solo com orquestra em 2000 no Teatro S. Luiz, em Lisboa. Formou-se na Escola Superior de Castelo Branco (ESART) em 2004, tendo estudado com professores de prestígio como Caio Pagano e Paulo Alvares (piano), Luísa Tender (teoria musical), e Carlos Alves, Daniel Rowland, Katherine Stinckx, Miguel Rocha e Ester Neves (música de câmara).
Ao longo da sua formação, Ricardo teve oportunidades de aperfeiçoamento com mestres de renome, incluindo Vitalij Margulis, Luís Moura e Castro, Mikhail Voskresensky e Gérôme Granjon. Em 2009, mudou-se para Paris e ingressou na École Normale de Musique de Paris, onde teve a honra de estudar com o famoso Paul Badura-Skoda, experiência que intensificou sua paixão pela música.

## Carreira Artística
Ricardo Vieira apresenta-se como solista e como integrante do Duo Musicorba, ao lado do pianista japonês Tomohiro Hatta. Juntos, o duo participou de festivais importantes e se apresentou em locais de prestígio, como a Tribeca Hall em Nova Iorque e o Olympia em Paris. Em 2024, realizaram uma tournée de sucesso na China, dedicada à música dos estúdios Ghibli, consolidando sua carreira internacional.

## Envolvimento Cultural
A influência de Ricardo Vieira vai além da música. Ele foi retratado em um retrato por Ricardo Campus, em pinturas de Carlos Farinha, em fotografias de Ricardo Figueira, e é mencionado em uma obra literária da escritora portuguesa Rita Ferro. Em França, criou um festival totalmente português em colaboração com figuras notáveis como Celeste Rodrigues, Mónica Cunha e Luís Caeiro, com o apoio da Embaixada de Portugal na França. Suas contribuições culturais foram destacadas em publicações como o *Lusojornal*, na Radio RGB, e em programas da RFI Aligre e Radio Alfa. Ele participou das celebrações do 50º aniversário do 25 de Abril, organizadas pelo Secretariado de Estado das Comunidades Portuguesas em França.

## Carreira Pedagógica
Na área da educação, Ricardo Vieira iniciou sua carreira docente em 2006, lecionando no Conservatório Regional da Covilhã e na Escola Profissional de Artes da Covilhã (EPABI). Após ter passado no concurso público francês com uma nota perfeita nas provas orais, ele leciona atualmente na Universidade Paris-Nanterre e no Colégio Les Grands Champs em Poissy. Ricardo colabora com o canal ARTE para a criação de conteúdos pedagógicos e participa no Grupo de Experimentação Pedagógica (GEP) da Academia de Versalhes, onde também foi Interlocutor Acadêmico Digital.

## Prêmios e Reconhecimento
O trabalho de Ricardo Vieira foi reconhecido com vários prêmios. Ele recebeu o Diploma de Mérito - Inovador da Diáspora Portuguesa pela Presidência da República Portuguesa e foi nomeado “Professor Estrela” em França. Um projeto de curta-metragem que realizou com seus alunos foi exibido no Festival de Cannes e elogiado pelo Presidente da delegação francesa da UNESCO. Recebeu ainda o Prémio da Francofonia e participou em projetos educativos com o grupo Les Frangines e a Maîtrise Radio France.
Em 2023, o jornal português *Expresso* incluiu Ricardo na lista das "50 personalidades portuguesas que marcarão o futuro de Portugal nos próximos 50 anos", destacando seu impacto duradouro nos campos cultural e educacional. Sua influência global como educador inclui a realização de masterclasses ao redor do mundo, além de composições para teatro e televisão com o Duo Musicorba.